# Surfers Paradise
Surfers Paradise ist ein Ortsteil der Stadt Gold Coast im australischen Bundesstaat Queensland. Surfers Paradise, umgangssprachlich auch nur Surfers genannt, ist bekannt und berühmt für seine Skyline sowie seinen kilometerlangen Sandstrand. Aufgrund des verhältnismäßig geringen Wellengangs bietet der Strand jedoch keine sonderlich guten Bedingungen für den Surfsport.
Oftmals wird Surfers Paradise auch als „Miami des Südens“ bezeichnet.

## Geschichte
Der erste Europäer der sich in der heutigen Gegend um Surfers Paradise ansiedelte war James Beattie. Beattie, ein Farmer, bestellte zunächst eine ca. 32 ha große Farm am nördlichen Ufer des Nerang Flusses. Die Farm befand sich unweit der heutigen, mitten im Zentrum Surfers gelegenen, Cavill Avenue.
Aufgrund schlechter Ausbeuten verkaufte Beattie die Farm im Jahre 1877 an den deutschen Immigranten Johann Meyer. Dieser wandelte die Farm in eine Zuckerrohrmühle um und baute folglich Zucker an. Meyer musste sich jedoch, genau wie Beattie, dem sandigen und unfruchtbaren Boden geschlagen geben und war dadurch gezwungen das Land seinerseits nach nicht ganz einem Jahrzehnt zu verkaufen.
Johann Meyer gründete nach dem Verkauf seiner Farm ein Fährunternehmen und eröffnete kurz darauf das Main Beach Hotel, welches ab 1889 auch über eine Postannahmestelle verfügte. Neben der Poststelle bildete sich nach und nach auch eine kleine Siedlung um das Main Beach Hotel. Der Komplex wurde Elston genannt, nach dem Namen der Heimatstadt der Frau des Southporter Postamtsvorstehers.
Nach dem Tod Meyers im Jahre 1901 erlosch die Hotellizenz des Main Beach Hotels. Elston, das sich zu einer kleinen Touristenstadt entwickelt hatte, verfügte anschließend ganze 16 Jahre lang weder über ein Postamt noch ein Hotel.
Im Jahre 1917 veranstaltete die Brisbane Real Estate eine Versteigerung zum Verkauf der Grundstücke in Elston und bezeichnete die Grundstücke Surfers Paradise Estate. Die Bezeichnung ist die erste schriftliche Erwähnung des Ausdrucks Surfers Paradise, wenngleich der Begriff vermutlich unter der Bevölkerung schon längere Zeit gängig war.
Im weiteren Verlauf der 1920er Jahre kamen, bedingt durch den Bau der Jubelee Brücke und den Ausbau der South Coast Road, immer mehr Touristen nach Elston.
Durch die bessere Verkehrsanbindung rückte Elston nun auch in das Blickfeld von Spekulanten und Investoren, die immer mehr Land an der Küste erwarben und Hotels eröffneten.
Als eines der ersten Wahrzeichen eröffnete im Jahr 1925 der aus Brisbane stammende Jim Cavill das Surfers Paradise Hotel. Cavill war es auch, der dafür warb Elston in den aussagekräftigeren Namen Surfers Paradise umzubenennen. 1933 hatten seine Bemühungen schließlich Erfolg und Elston bekam den Namen Surfers Paradise, den es bis heute trägt.
Während des Booms in den 1950er und 1960er Jahren entstanden die ersten in die Höhe gebauten Apartmentkomplexe. Von nun an nimmt die Bebauungsdichte ständig zu und die einzelnen Inseln werden nach und nach durch Brücken verbunden.

## Veranstaltungen

### Schoolies Week
Schoolies (auch: Schoolies Week) ist eine jährliche Veranstaltung die vornehmlich zwischen Ende November und Anfang Dezember stattfindet. Zu dieser Zeit strömen tausende High-School-Absolventen (Schoolies) aus allen Landesteilen in die Stadt, um den Abschluss der Prüfungsphase zu feiern. Während dieser Zeit herrscht – vor allem nachts – Ausnahmezustand in und um die in der City gelegene Cavill Avenue, mit all ihren Clubs und Pubs.
Auch tagsüber wird üblicherweise ein Rahmenprogramm, teils von der Stadt selbst, aber auch von Privatunternehmen angeboten. Beispielsweise finden oftmals Konzerte am Strand sowie diverse Beachvolleyball Turniere statt.

### Motorsport

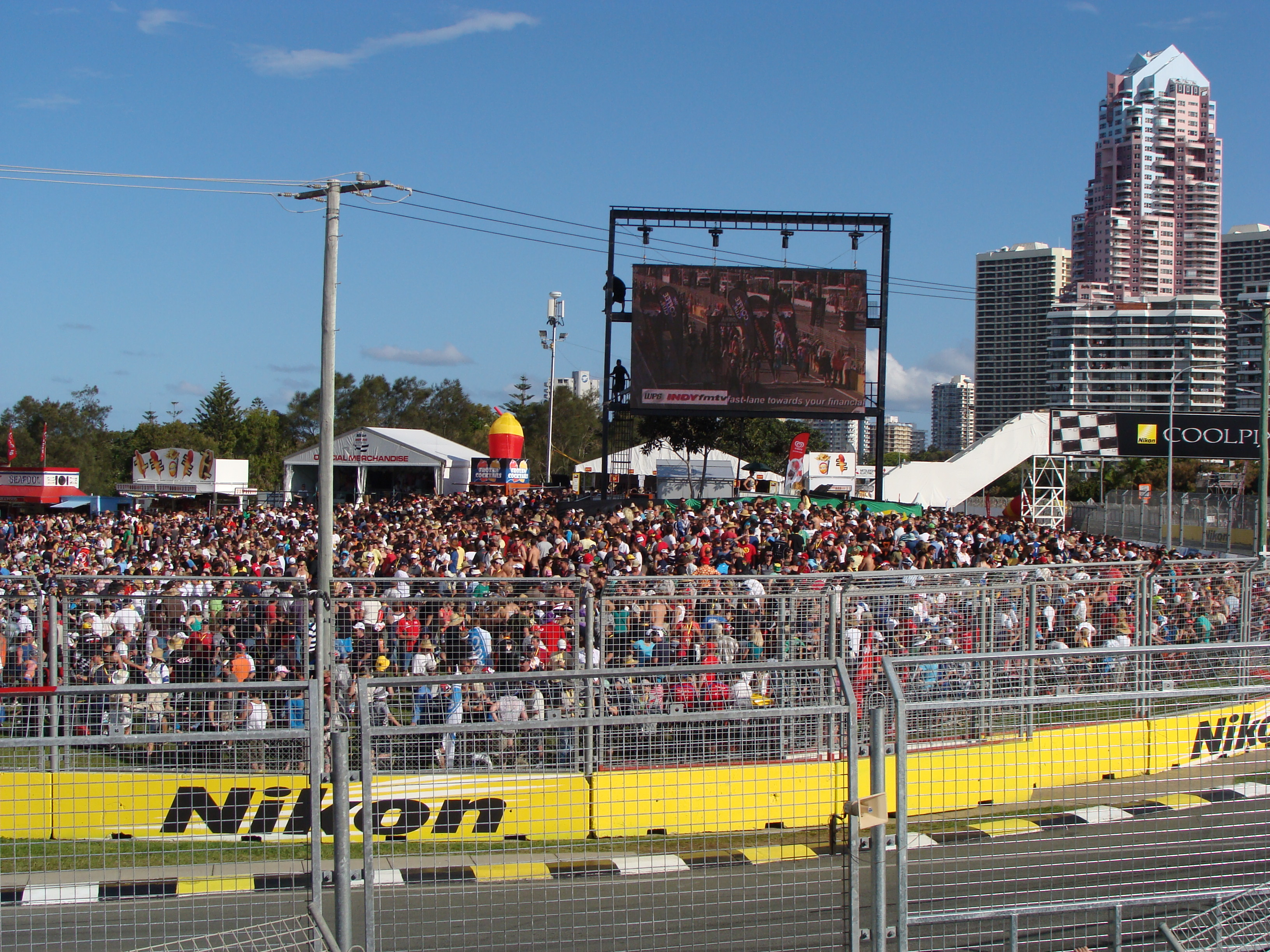
Rennstrecke während des Indyrennens 2008

Surfers Paradise verfügt seit 1991 über einen Stadtkurs namens Surfers Paradise Street Circuit – ähnlich dem in Monte Carlo – der extra für die Rennen aufgebaut wird. Die Strecke ist 2,98 km lang und verläuft entlang der Küste durch die Stadtteile Surfers Paradise und Main Beach.
Der Kurs in der heutigen Form ist der dritte seiner Art in Surfers Paradise. Zu den Vorläufern gehörte zum einen der Southport Street Circuit (1954) und zum anderen der Surfers Paradise International Raceway (1966–1978).
Gegenwärtig zählt das Rennen der V8 Supercars, vornehmlich stattfindend in der zweiten Jahreshälfte, zu den wichtigsten Motorsportereignissen. Bis 2009 fuhren dort die US-amerikanische Champ Cars bzw. IndyCars.

## Nachtleben
Surfers Paradise verfügt über ein ausgeprägtes Nachtleben und gilt seit den 1960er Jahren als Australiens heimliche Hauptstadt der Unterhaltung. Speziell um The Esplanade am Strand sowie rund um die Cavill Avenue und Orchid Avenue befinden sich zahlreiche Clubs und Pubs aber auch Nachtclubs und Table Dance Bars. Bedingt durch die zahlreichen Touristen und Backpacker sind die Clubs gut besucht. Weit verbreitet sind darüber hinaus auch Pub und Club Crawls, bei denen gegen einen Pauschalpreis in der Regel 5–6 Clubs betreten werden können und es meist noch Freigetränke gibt.

## Sehenswürdigkeiten

### Q1 Tower

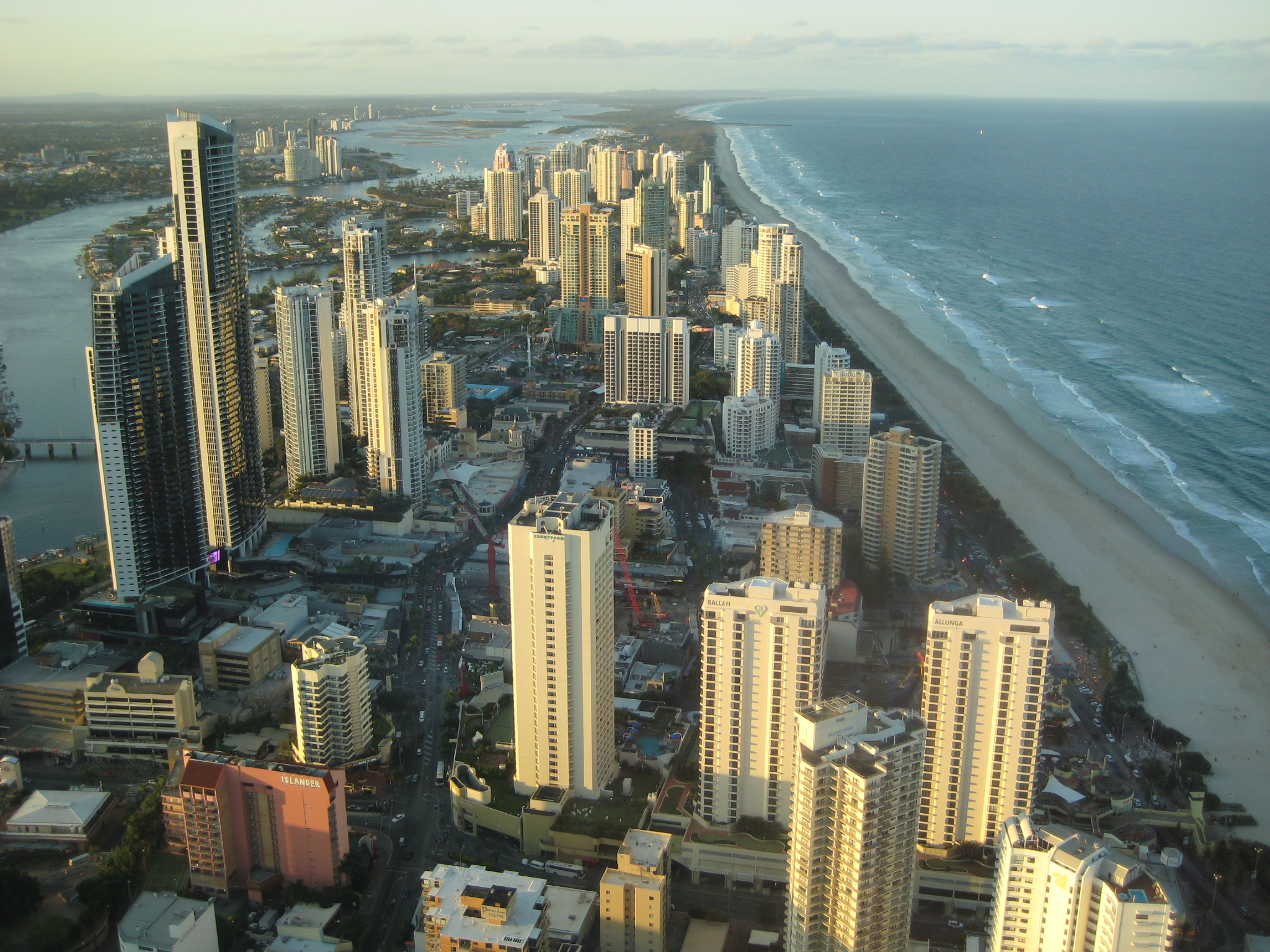
Sicht vom 230 m hohen Skydeck des Q1

Das höchste Gebäude in Surfers Paradise ist der Q1 Tower (Queensland Number One Tower).
Er ist das markanteste – weil auch höchste – Gebäude und von weit her zu erkennen.
Mit einer Höhe von 323 Metern ist der Q1 Tower das höchste Gebäude Australiens und war zum Zeitpunkt seiner Fertigstellung im Jahre 2006 das höchste Wohngebäude der Welt.
Der Q1 Tower verfügt über ein 230 m hohes 400 Personen fassendes Skydeck, von dem man einen weiten Blick über die gesamte Region hat.

### Hard Rock Cafe

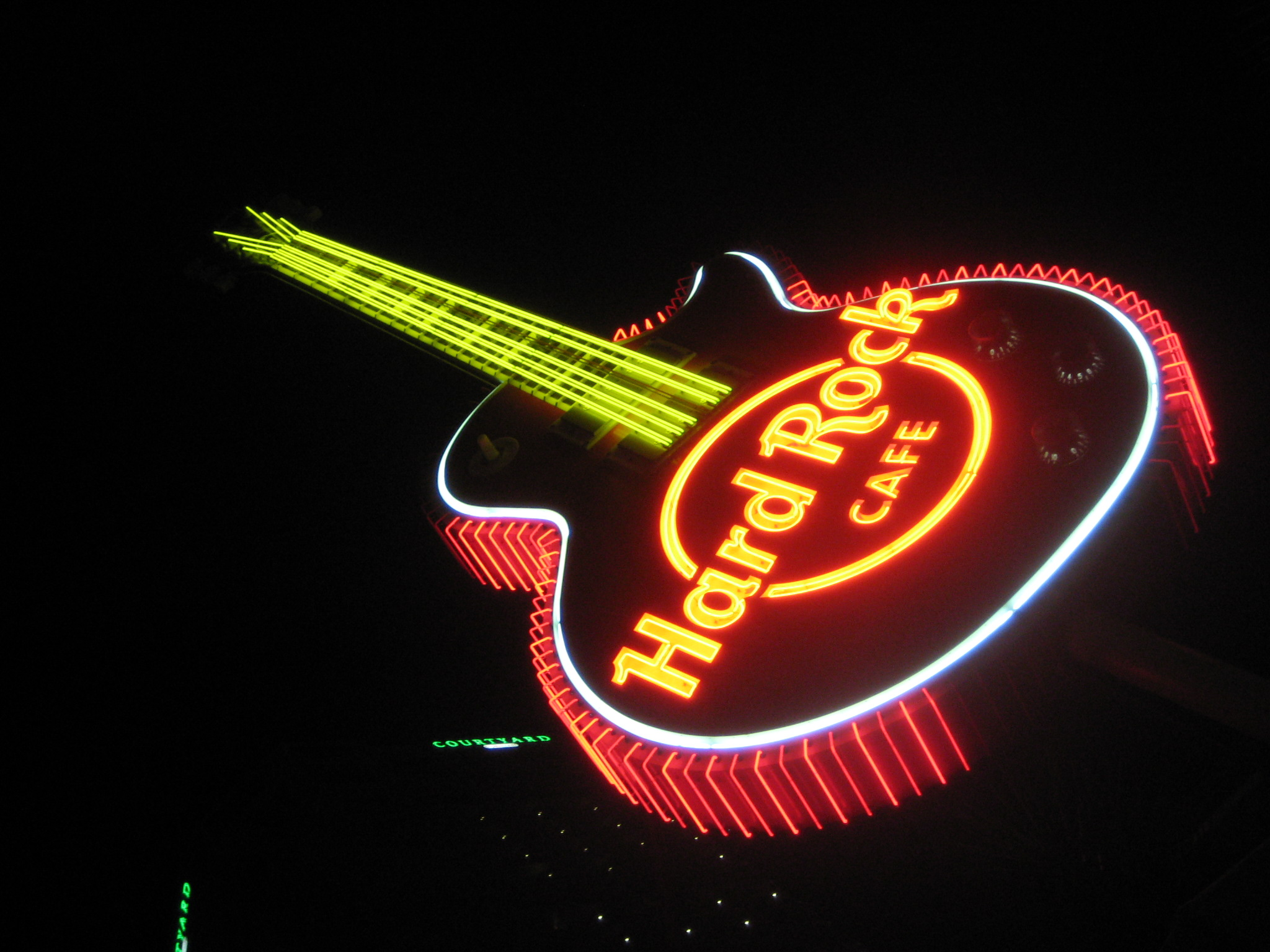
Hard Rock Cafe Surfers Paradise

Bei Cavill Avenue Ecke Surfers Paradise Boulevard befindet sich das Hard Rock Cafe von Surfers. Besonders an diesem Cafe ist, dass es über eine 10 Meter lange beleuchtete Gitarre an der Fassade verfügt. Das im zweiten Stock gelegene Restaurant ist stets gut besucht und bietet neben der üblichen Livemusik auch eine große Dachterrasse. Der obligatorische Hard Rock Cafe Store befindet sich im Erdgeschoss und fällt im Vergleich zum weitläufigen Restaurant eher klein aus.

### Bavarian Haus
Das Bavarian Haus am unteren Ende der Cavill Avenue befindet sich bereits seit 1975 in Surfers Paradise und ist eine echte Institution an der Gold Coast. Neben deutschem Wein und, speziell bayerischem, Bier gibt es auch traditionelle deutsche Speisen. Darüber hinaus ist die Inneneinrichtung des Bavarian Haus´ äußerst authentisch gehalten.

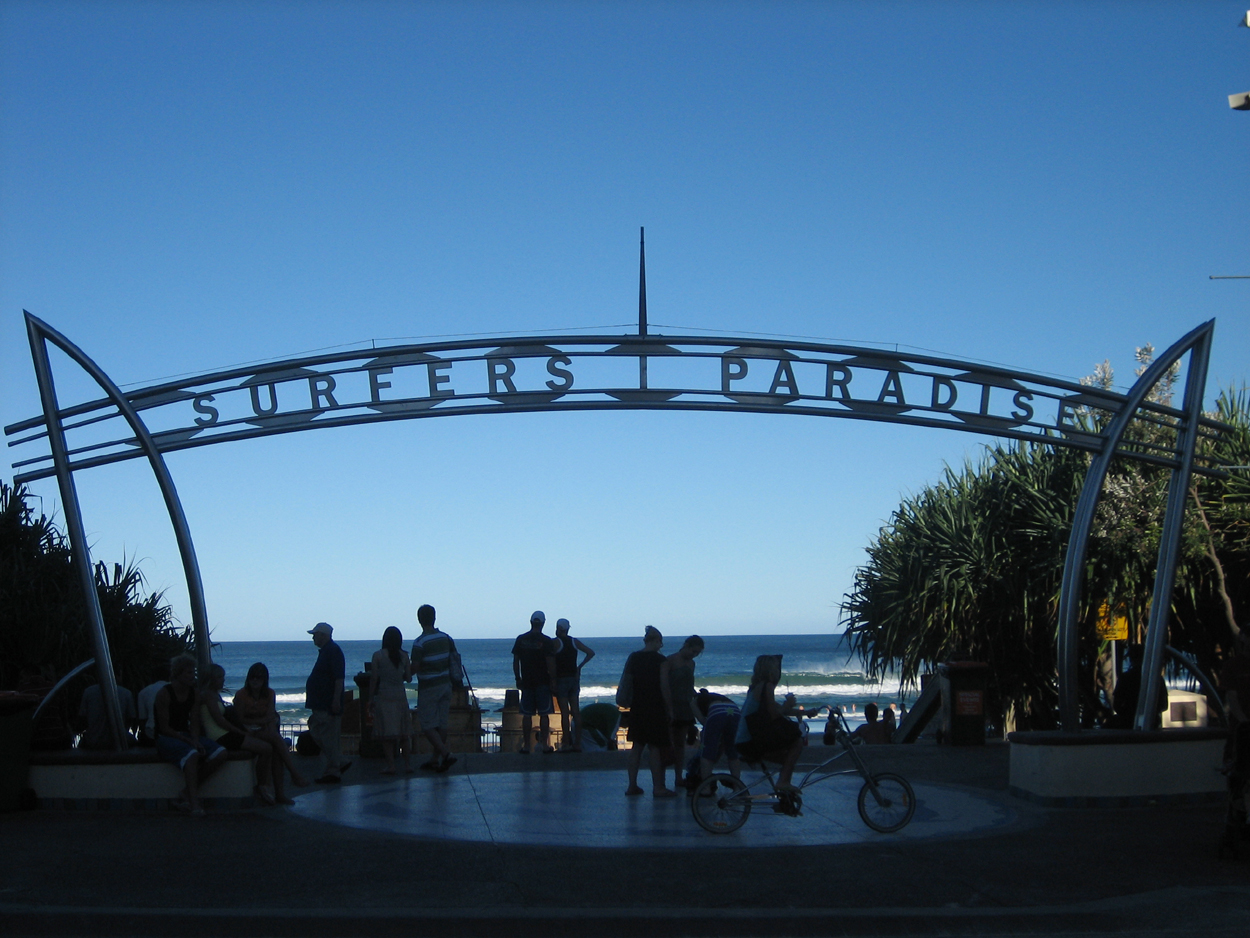
Hauptzugang zum Strand in Surfers Paradise

### Mall
Die Mall liegt mitten im Zentrum Surfers. Am oberen Ende mündet sie am Haupteingang zum Strand mit seinem großen Surfers Paradise Schriftzug.
An der ca. 500 Meter teilweise verkehrsberuhigten Straße reihen sich Souvenirshops, Supermarkets, Fast Food Restaurants, Lokale und Clubs aneinander.

### Strand
Der Strand wird sowohl vom Discovery Channel als auch vom Lonely Planet als einer der kultigsten und legendärsten Strände der Welt bezeichnet.
Der zu Surfers gehörende Teil des Strandes entlang der Gold Coast beläuft sich auf eine Länge von ca. 3 Kilometern.
Die Strandabschnitte sind, wie in Australien üblich, in Schwimmer- und Surferbereiche unterteilt. An einigen Stellen ist das Baden wegen starken Strömungen untersagt.
Der Strand wird das ganze Jahr über von den Surf Lifesavers überwacht. Die Meter Maids sind junge Frauen in knapper Bekleidung, die in Surfers Paradise seit 1965 die lokalen Parkuhren auffüllen.
Der Strand verfügt auch über Volleyballfelder und ist Nachts teilweise beleuchtet.
Seit dem Start des Shark Control Program in den 1960er Jahren sind Haisichtungen an den freigegebenen Strandabschnitten selten geworden (ca. zwei Sichtungen im Jahr).
Die letzte tödliche Haiattacke an einem Strand der Gold Coast war im Jahr 1964.

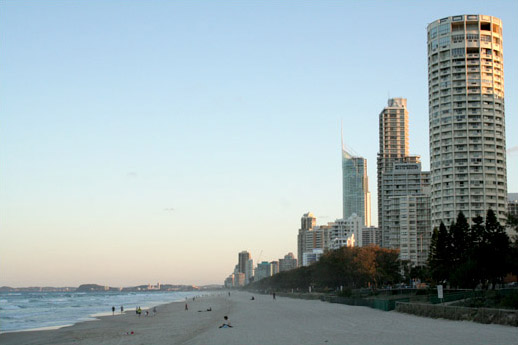
Surfers Paradise Beach
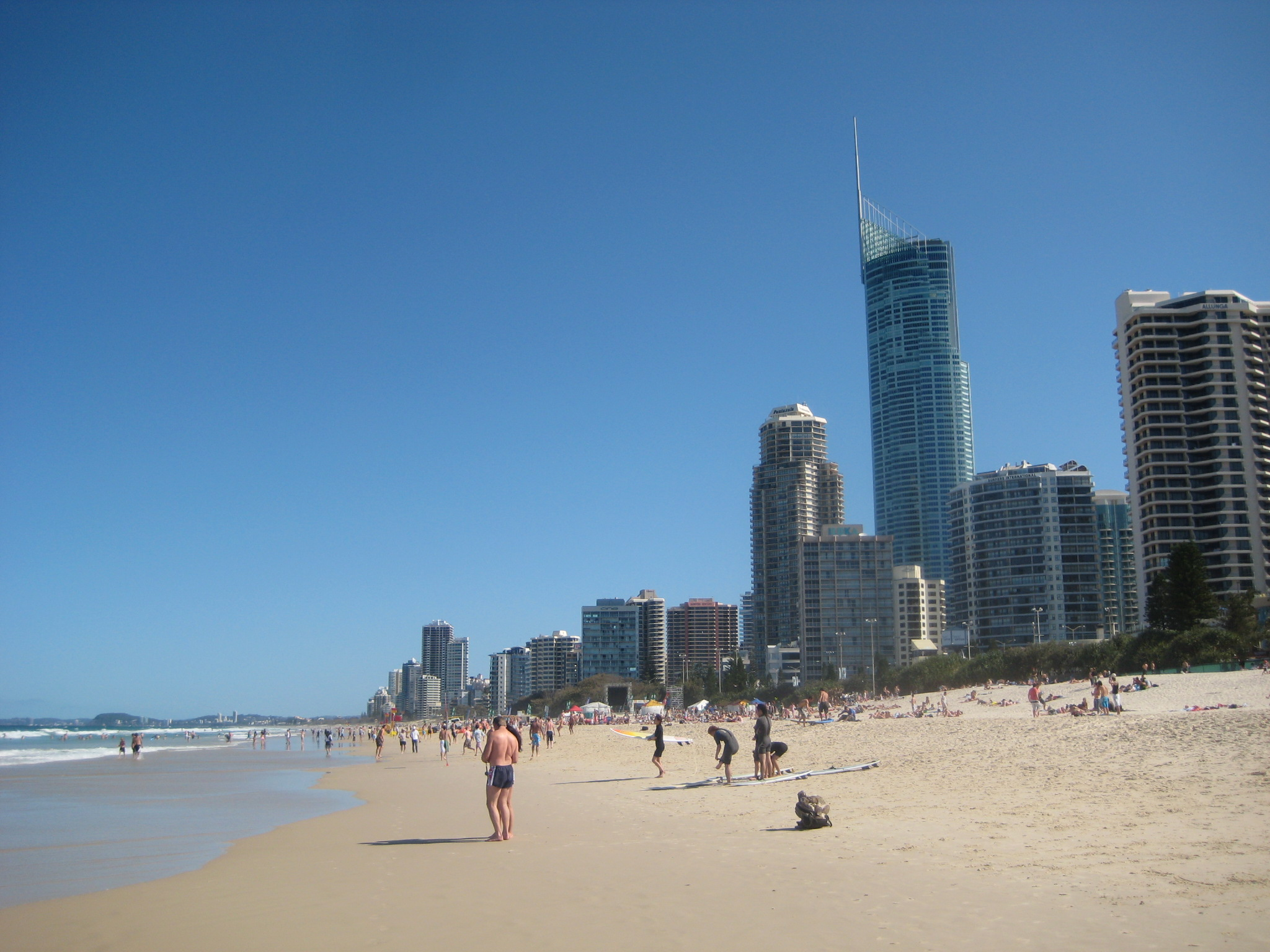
Strand während Indy 300
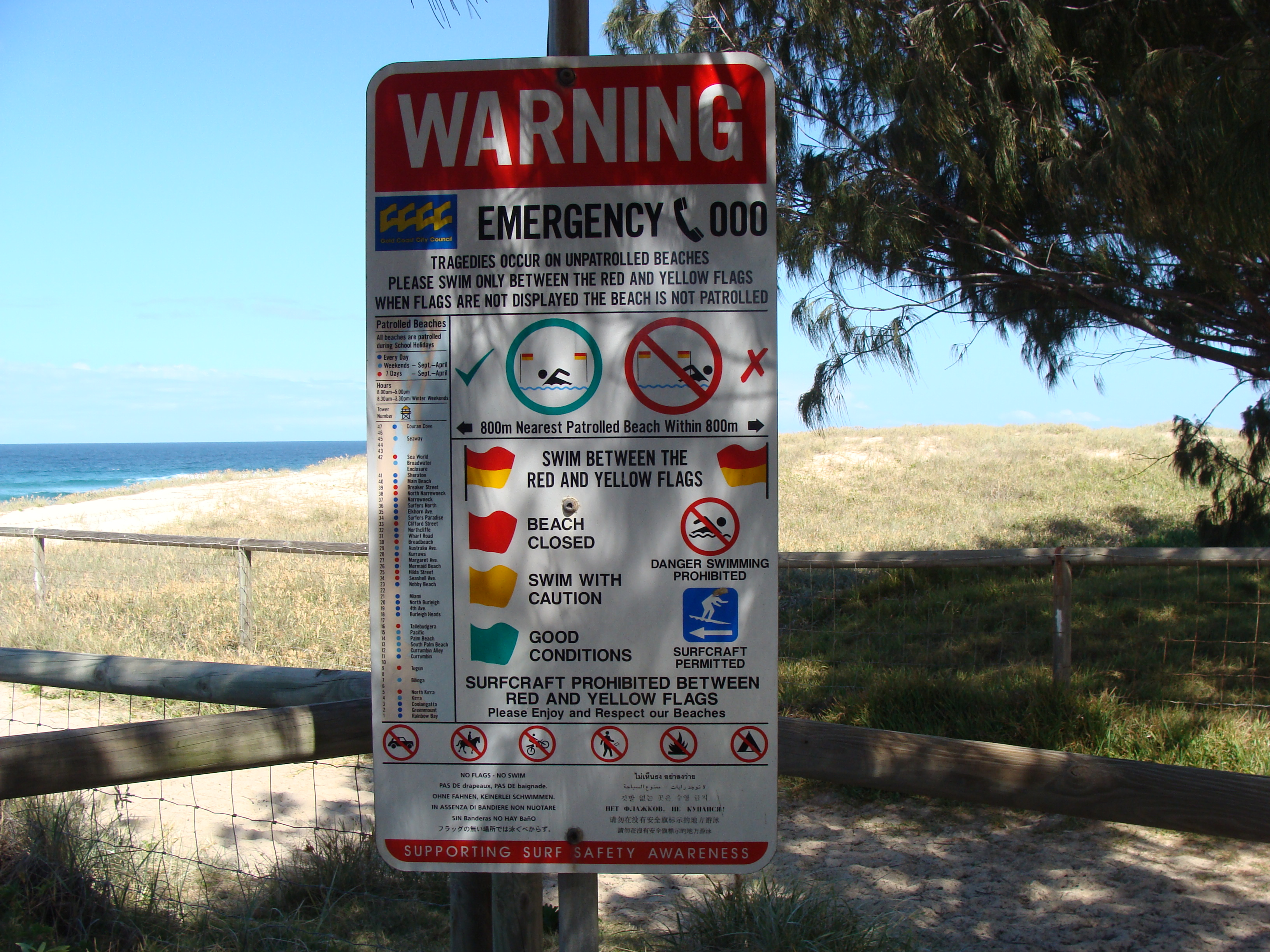
Sicherheitstafel am Zugang zum Strand

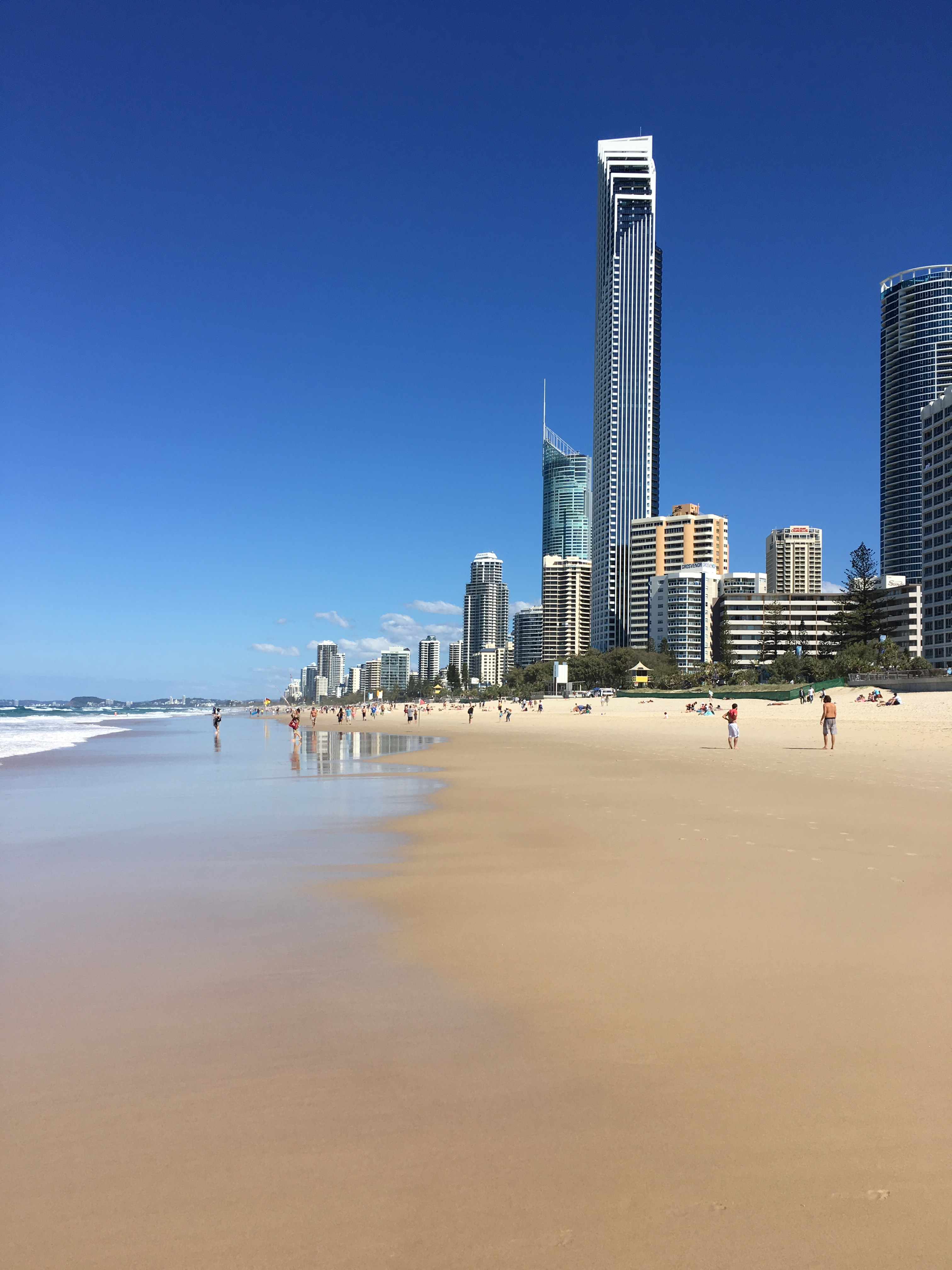
Skyline und Strand von Surfers Paradise mit Q1

## Wetter
Surfers Paradise verfügt über feuchtes subtropisches Klima.
Teilweise kann es speziell in den Monaten September–Februar bis zu 40 Grad heiß werden.
Die durchschnittliche Tageshöchsttemperatur liegt bei 25,1 Grad, die durchschnittliche Tagestiefsttemperatur liegt bei 17,2 Grad.
Die trockensten Monate sind Juli, August und September (ca. 4–5 Regentage), verhältnismäßig reich an Niederschlag sind die Monate November bis März mit je ca. 8–9 Regentagen.
|                        | Jan   | Feb   | Mär  | Apr   | Mai   | Jun   | Jul  | Aug  | Sep  | Okt  | Nov   | Dez   |   |         |
| Mittl. Temperatur (°C) | 26,7  | 25,2  | 24,6 | 23,8  | 21,9  | 19,4  | 18,7 | 19,9 | 20,9 | 23,1 | 23,7  | 25,7  | ⌀ | 22,8    |
| Mittl. Tagesmax. (°C)  | 30,5  | 29,9  | 27,8 | 26,9  | 26,1  | 24,9  | 23,8 | 25,6 | 27,7 | 28,2 | 29,5  | 29,8  | ⌀ | 27,5    |
| Mittl. Tagesmin. (°C)  | 23,9  | 22,9  | 21,7 | 19,3  | 17,4  | 15,1  | 13,5 | 13,9 | 16,8 | 17,0 | 18,7  | 21,4  | ⌀ | 18,4    |
|                        |       |       |      |       |       |       |      |      |      |      |       |       |   |         |
| Niederschlag (mm)      | 106,6 | 169,1 | 89,2 | 109,3 | 115,6 | 123,3 | 44,6 | 58,2 | 45,7 | 92,6 | 145,8 | 124,9 | Σ | 1.224,9 |
|                        |       |       |      |       |       |       |      |      |      |      |       |       |   |         |
| Regentage (d)          | 5,8   | 7,7   | 4,9  | 8,6   | 9,6   | 7,3   | 8,6  | 7,6  | 8,1  | 7,4  | 9,1   | 4,7   | Σ | 89,4    |
|                        |       |       |      |       |       |       |      |      |      |      |       |       |   |         |
| Wassertemperatur (°C)  | 27    | 25    | 23   | 22    | 20    | 17    | 15   | 13   | 17   | 23   | 24    | 28    | ⌀ | 21,2    |

| 23,9 |

| 22,9 |

| 21,7 |

| 19,3 |

| 17,4 |

| 15,1 |

| 13,5 |

| 13,9 |

| 16,8 |

| 17,0 |

| 18,7 |

| 21,4 |

| 23,9 |

| 22,9 |

| 21,7 |

| 19,3 |

| 17,4 |

| 15,1 |

| 13,5 |

| 13,9 |

| 16,8 |

| 17,0 |

| 18,7 |

| 21,4 |

| N i e d e r s c h l a g | 106,6 | 169,1 | 89,2 | 109,3 | 115,6 | 123,3 | 44,6 | 58,2 | 45,7 | 92,6 | 145,8 | 124,9 |
|                         | Jan   | Feb   | Mär  | Apr   | Mai   | Jun   | Jul  | Aug  | Sep  | Okt  | Nov   | Dez   |

## Backpacking
Surfers Paradise ist das ganze Jahr über ein beliebtes Ziel von zahlreichen Rucksacktouristen aus aller Welt. Durch seine zentrale Lage auf der typischen Reisestrecke entlang der Ostküste zwischen Sydney und Cairns und den vielen, vor allem in der Gastronomie, verfügbaren Jobs ist Surfers Paradise vermehrt Ziel von Touristen die ein Work & Travel Visum besitzen.
Neben einem eigenen zentral gelegenen Busbahnhof verfügt Surfers über zahlreiche Hotels und besonders bei Backpackern sehr beliebte Hostels. Durch die vielen Hostels auf einer relativ kleinen Fläche konkurrieren die verschiedenen Betreiber meist um die Gunst der Gäste. Während der Pool und die Bar oftmals zum Standard gehört, bieten viele Betreiber zusätzlich ein Abendprogramm an.

## Kriminalität
Der Stadtteil Surfers Paradise ist verhältnismäßig der gefährlichste der sieben Stadtteile der Gold Coast. Zu den häufigsten Vergehen gehören Körperverletzung, Drogenmissbrauch und Raub/Diebstahl. Zu den Brennpunkten gehören die Partymeilen Cavill Avenue und Orchid Avenue sowie The Esplanade. Speziell während Veranstaltungen und Feiertagen kommt es hier vermehrt zu Straftaten.

## Umgebung
Die Hauptstadt Queenslands, Brisbane, liegt ca. 75 km nördlich und ist damit ca. eine Autostunde entfernt.
Weitere bekannte Orte in der unmittelbaren Umgebung von Surfers sind:
- Byron Bay (80 km)
- Mt. Tambourine (40 km)
- Coolangatta (mit nächstgelegenem Flughafen) (25 km)
- Tweed Heads/Point Danger (25 km)

## Verkehrswesen

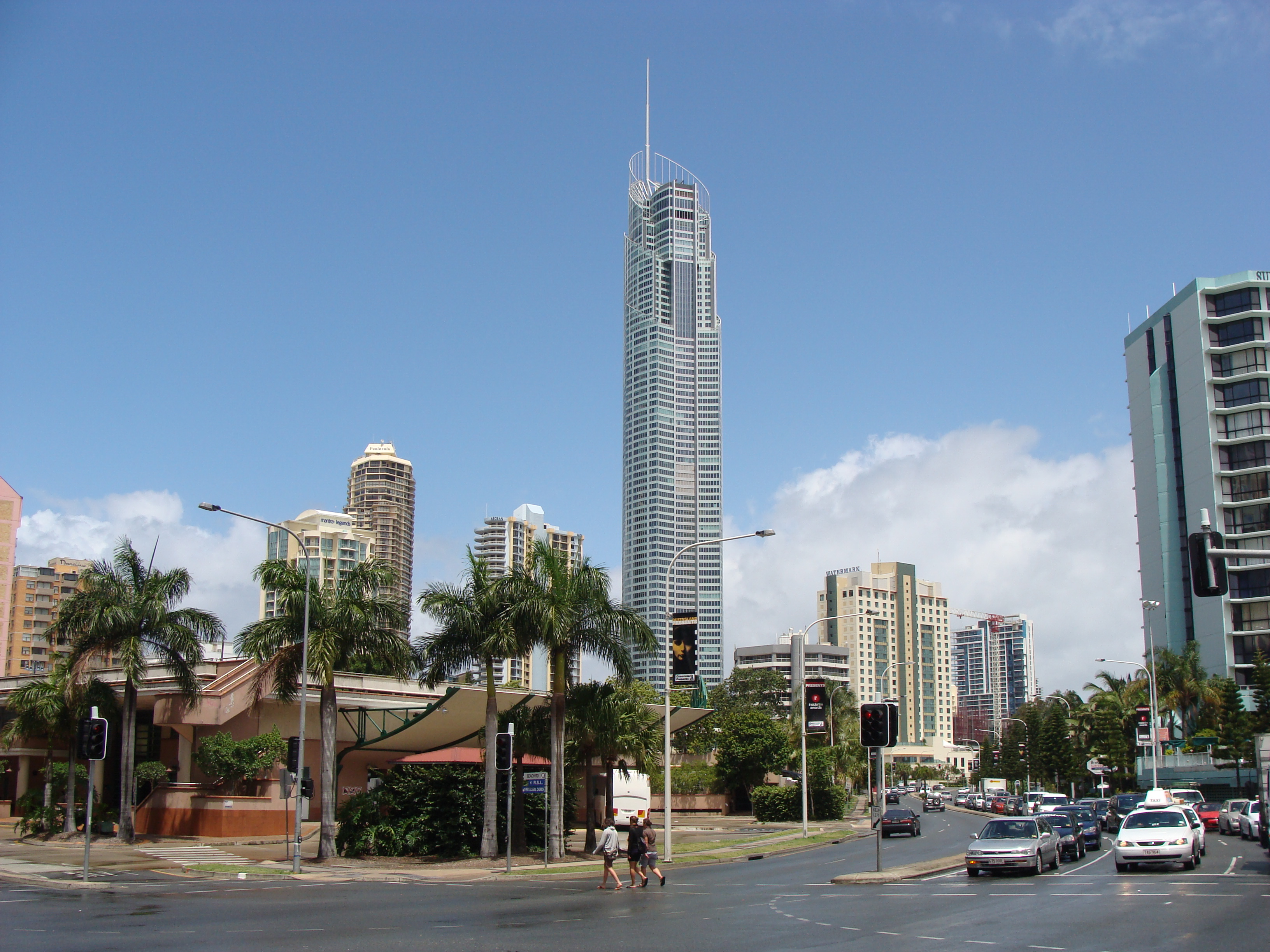
Der Gold Coast Hwy (rechts) und der Busbahnhof (links)

Surfers Paradise ist an das Verkehrsnetz der Gold Coast angeschlossen. Der öffentliche Personennahverkehr wird größtenteils von Surfside Lines bedient, die Teil der TransLink Initiative der Regierung Queenslands zur Erschließung des Großraums Brisbane ist. Der größte Teil der Nahverkehrs-Routen verlaufen entlang des Gold Coast Highways.

### Bahnverkehr

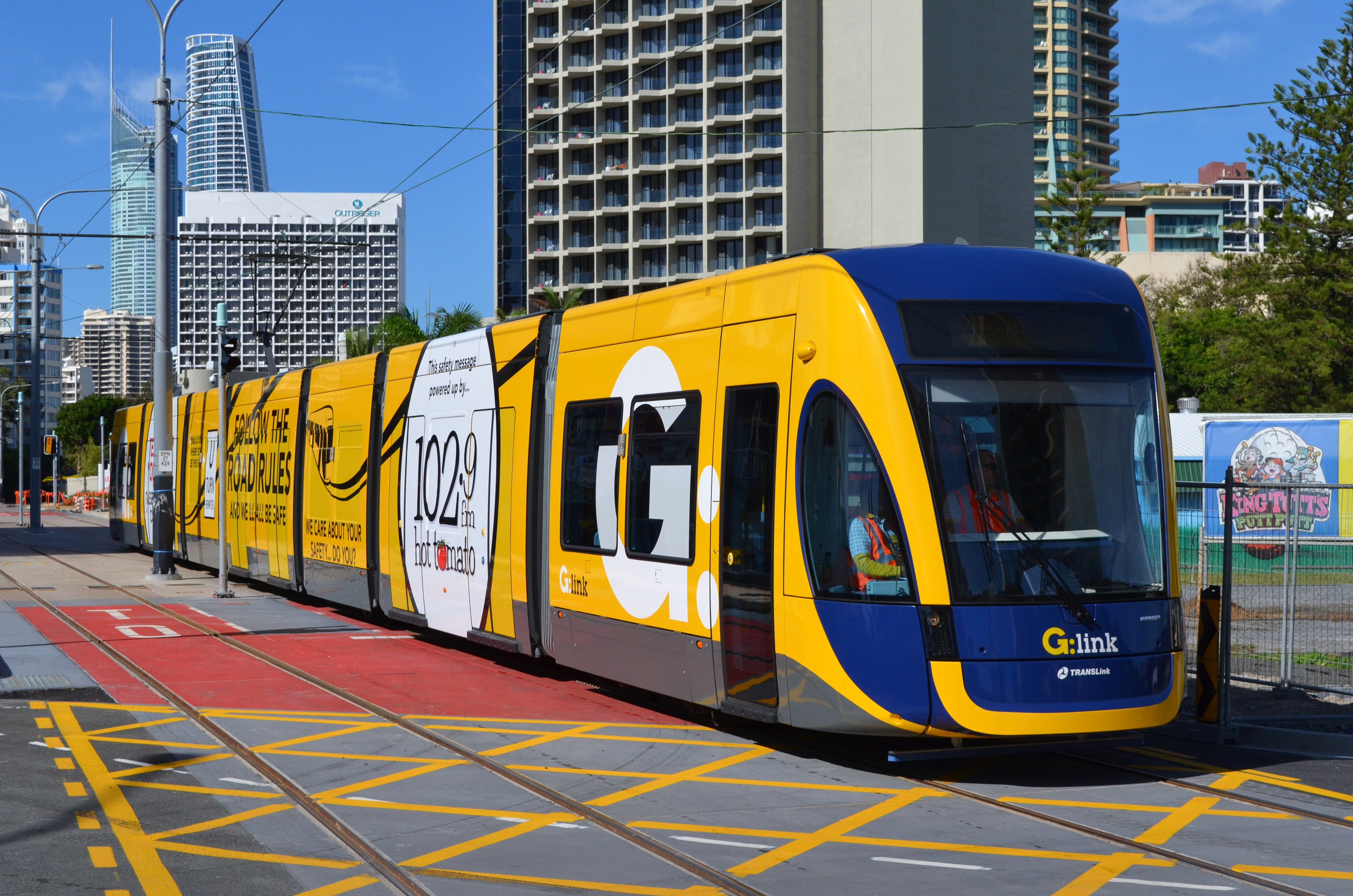
Straßenbahn in Surfers Paradise

Im Zentrum verkehrt die Straßenbahn Gold Coast, diese verbindet Surfers Paradise mit weiteren Ortsteilen der Stadt.
Der nächstgelegene Fernverkehr-Bahnhof ist die Nerang Railway Station, diese ist ca. 11 km von Surfers Paradise entfernt. Die Queensland Rail unterhält Direktverbindungen nach Brisbane, entlang der Gold Coast Railway Line. Von hier verkehren Busse in alle Stadtteile der Gold Coast.

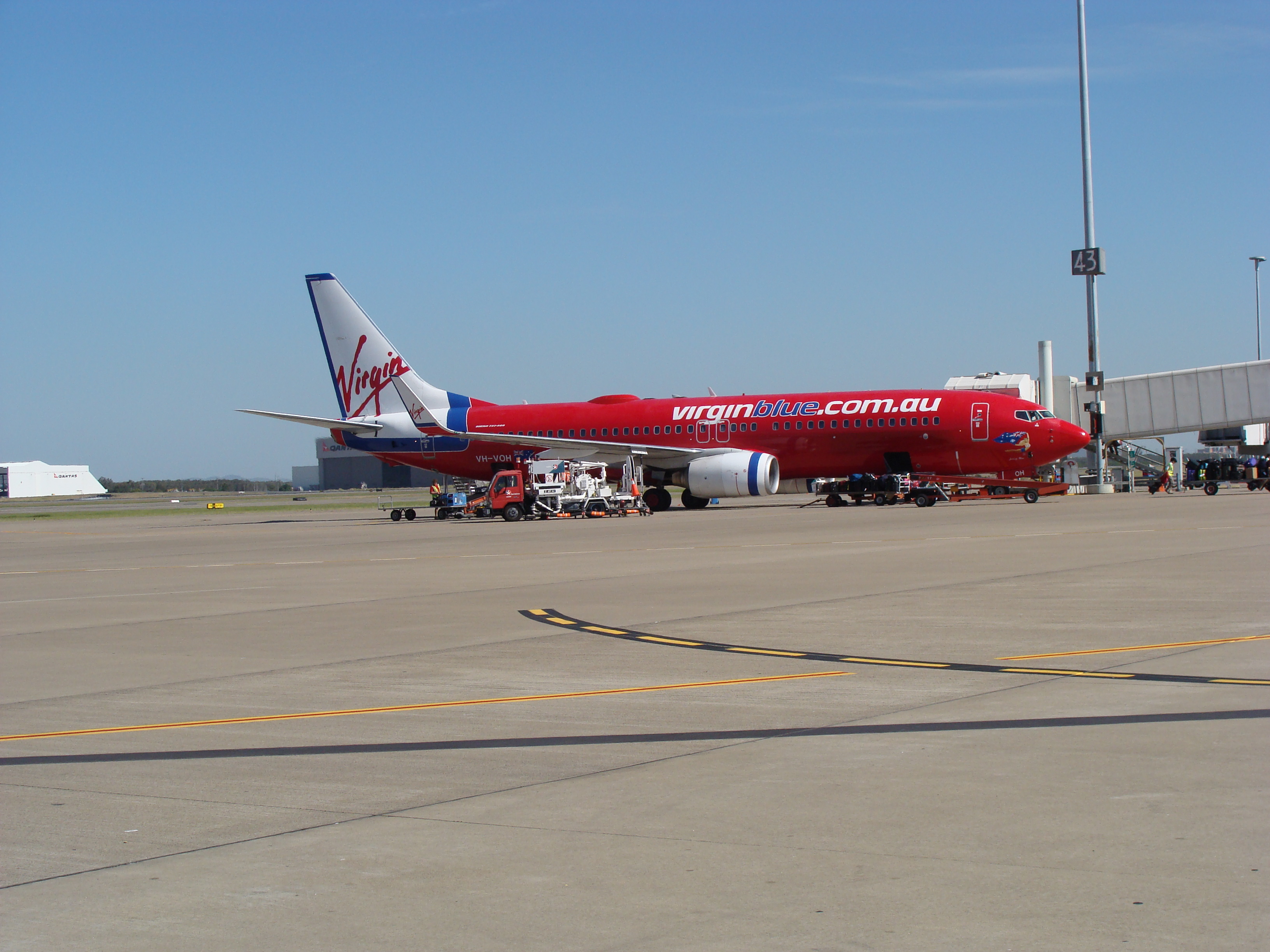
Typische Airline am GC Airport

### Straßenverkehr
Surfers Paradise ist von Brisbane aus über den M1 Motorway und von Sydney kommend über den Pacific Highway (1) zu erreichen.
Aus dem Hinterland führt die Beaudesert Nerang Road (Nr. 90) direkt nach Surfers Paradise. Die Gold Coast selbst wird vom Gold Coast Highway (Nr. 2), der direkt an der Küste verläuft, erschlossen.

## Luftverkehr
Der nächste internationale Flughafen ist der Gold Coast Airport in Coolangatta. Dieser ist ca. 25 km von Surfers entfernt. Er wird von vielen landesweit operierenden Carriern angeflogen. Airlines, die den Flughafen von Coolangatta anfliegen sind: Virgin Blue, Pacific Blue, Tiger Airways Australia, Air New Zealand, Airnorth, PacificFlier und Jetstar. Des Weiteren liegt der deutlich mehr Destinationen abdeckende Brisbane International Airport in Brisbane ca. 90 km entfernt.

## Trivia
- Der Strand von Surfers Paradise wurde vom American Travel Channel zu einem der besten der Welt gekürt.[6]
- Der Strand wurde im Jahre 2006 vom Keep Australia Beautiful Council zu Queenslands sauberstem Strand gekürt.
- Surfers Paradise wurde zu Australia’s top landmark for destruction gewählt.[7]
- Das Ziel der Flüchtlinge in Mad Max II – Der Vollstrecker ist Surfers Paradise.
- Während der Strand Surfers’ weitgehend haifrei ist, kommt es im dahinter liegenden Nerang Fluss und in den Kanälen immer wieder zu Haisichtungen und tödlichen Angriffen.[8]
- Im Rennspiel Forza Horizon 3 wurde Surfers Paradise für die Spielwelt nachgebildet und stellt einen Austragungsort für allerlei Autorennen des namensgebenden Horizon-Festivals dar.